# Chandai
Chandai – miejscowość i gmina we Francji, w regionie Normandia, w departamencie Orne.
Według danych na rok 1990 gminę zamieszkiwały 583 osoby, a gęstość zaludnienia wynosiła 42 osoby/km² (wśród 1815 gmin Dolnej Normandii Chandai plasuje się na 387. miejscu pod względem liczby ludności, natomiast pod względem powierzchni na miejscu 281.).